# Gustav Leithäuser (Elektrotechniker)

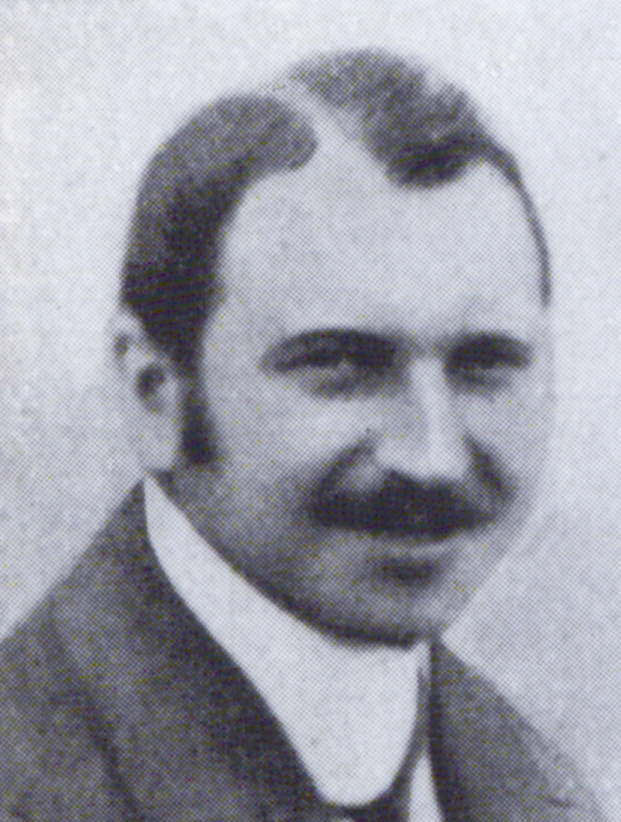
Gustav Leithäuser

Gustav Leithäuser (* 20. Dezember 1881 in Hamburg; † 1. September 1969 in Berlin; vollständiger Name Gustav Engelbert Leithäuser) war ein deutscher Hochfrequenztechniker und Hochschullehrer. 

## Leben
Gustav Leithäuser, Sohn des am Hamburger Johanneum als Lehrer tätigen Gustav Leithäuser (1851–1930), studierte an der Friedrich-Wilhelms-Universität Berlin Physik und Mathematik und wurde 1903 mit der Dissertation Über den Geschwindigkeitsverlust, welchen die Kathodenstrahlen beim Durchgang durch dünne Metallschichten erleiden, und über die Ausmessung magnetischer Spektren promoviert.
1905 schlug er eine stroboskopische Methode zur Analyse von Wechselstromkurven vor. Die stroboskopische Scheibe ist auf konzentrischen Kreisen in schwarze und weiße Sektoren geteilt, deren Zahlen in den einzelnen Ringen im Verhältnis der natürlichen Zahlenreihe stehen. Die rotierende Scheibe wird mit einer durch den zu analysierenden Strom gespeisten Lichtquelle beleuchtet. Die den Partialschwingungen des Stromes entsprechenden Ringe scheinen stillzustehen.
Im Jahr 1910 wurde Leithäuser als Professor an die Technische Hochschule Hannover berufen, wo er sich der Hochfrequenztechnik widmete. Während des Ersten Weltkriegs führte Leithäuser erstmals Funkaufklärung durch Funkrichtungsmessung durch. Im Jahr 1918 ging er ans Telegraphentechnische Reichsamt (TRA) in Berlin, wo er 1921 mit dem Wiederaufbau der Küstenfunkstellen betraut wurde.
Gustav Leithäuser bemühte sich um die Entwicklung und Einführung des Rundfunks und entwickelte 1926 die Audionschaltung mit kapazitiv regelbarer Rückkopplung sowie die Leithäuser-Schaltung.
1933 war er Präsident des Deutschen Amateur-Sende- und Empfangsdienstes (DASD). Ferner leitete er die Kommission zur Auswahl des Volksempfängers. Zusammen mit Kurt Fränz leitete er 1934 die Ionosphären-Expedition des Heinrich-Hertz-Instituts nach Tromsø. 1936 wurde er als Abteilungsleiter im Heinrich-Hertz-Institut entlassen, da seine Ehefrau nach den Nürnberger Gesetzen „halbarischer“ Abstammung war.
Im Jahr 1945 übernahm er an der Technischen Hochschule Berlin den Lehrstuhl für Hochfrequenztechnik und sorgte für den Wiederaufbau des zerstörten Heinrich-Hertz-Instituts. 1953 ging er in den Ruhestand.

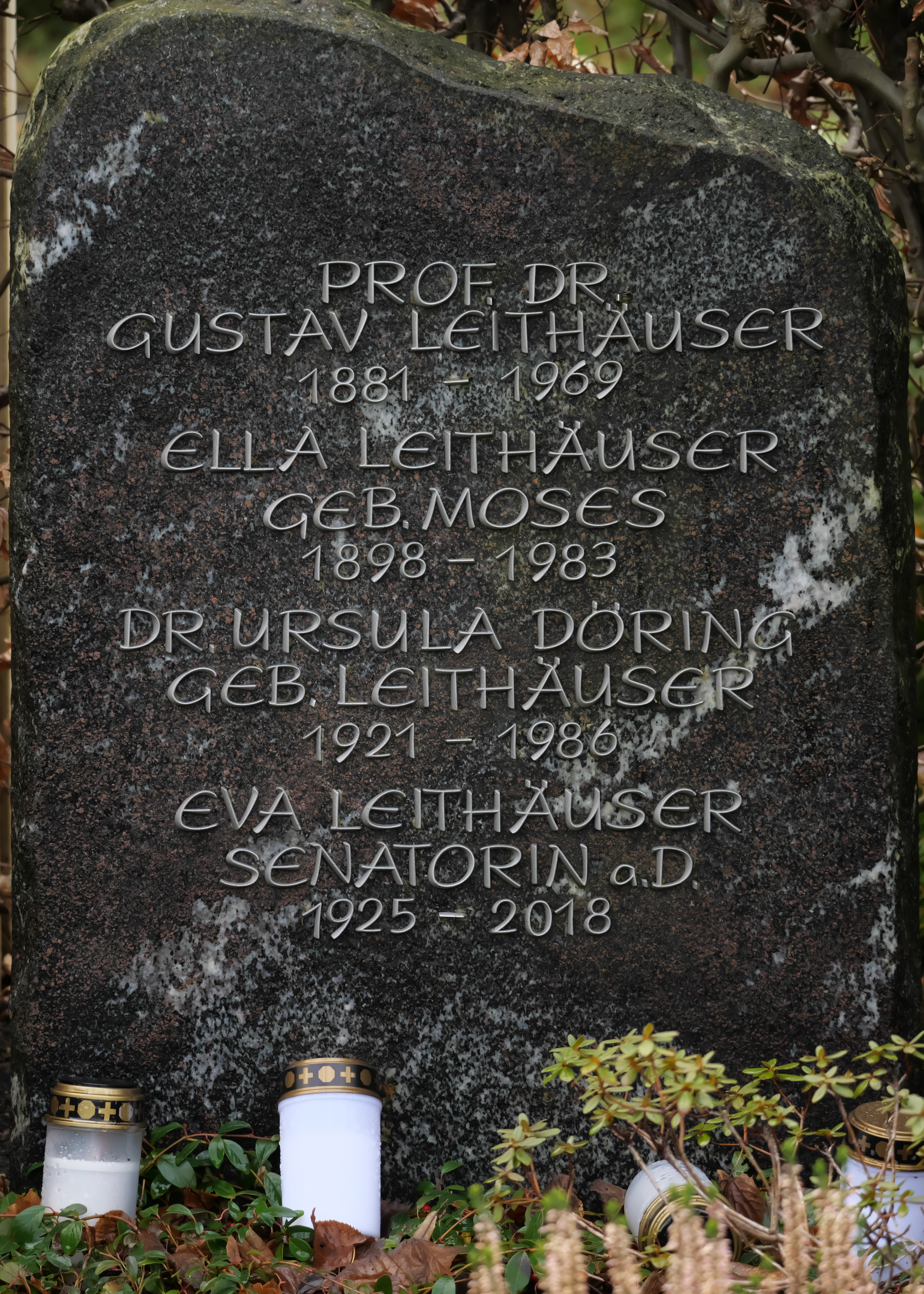
Grabstein der Familie Leithäuser

Seine Tochter war die Juristin und Justizsenatorin Eva Leithäuser (1925–2018). Beide haben eine gemeinsame Grabstelle auf dem Luther-Friedhof in Berlin-Lankwitz.

## Auszeichnungen
- 1931: Slaby-Plakette des Deutschen Funktechnischen Verbands
- 1933: Gauß-Weber-Medaille der Georg-August-Universität Göttingen
- 1953: Verdienstkreuz der Bundesrepublik Deutschland